# كرتون نتورك (الشمال)
كرتون نتورك (الشمال) هي قناة بريطانية من ضمن شبكة قنوات كرتون نتورك ونظام تيرنر للبث يقع مقرها في مدينة لندن في المملكة المتحدة وتبث في الدول الإسكندنافية.
وتبث قناة كرتون نتورك (الشمال) في مختلف الدول الإسكندنافية وهي الدنمارك والسويد والنرويج وفنلندا وآيسلندا وكذلك كل من جزر فارو وغرينلاند ولاتفيا.

## البرامج
تبث القناة مختلف برامج شبكة قنوات كرتون نتورك، والبرامج التي تبث على القناة وهي:
- عالم غامبول المدهش
- وقت المغامرة
- الدببة الثلاثة
- بن 10
- فتيات القوة
- أبطال التايتنز انطلقوا
- كلارنس
- العرض العادي
- العم جدو
- يونيكيتي!
- تنانين سباق إلى الحافة
- منزل فوستر
- كامب لازلو
- اولاد الجيران
- مختبر دكستر
- توم وجيري
- تنانين فرسان قرية بيرك
- نينجاغو
- ابل وانيون
- ميكسيلز
- ديسي سوبر هيرو غيرلز
- قصص توم وجيري
- لوني تيونز
- ماو ماو: أبطال وادي القلب الطيب
- النمور الصاعقة هاووو
- خلف حائط الحديقة